# Biatlon na Zimních olympijských hrách 2010
Biatlon na Zimních olympijských hrách 2010 ve Vancouveru se konal v areálu Olympijský park Whistler ve Whistleru od 13. do 26. února 2010.

## Přehled
Na Zimních olympijských hrách 2010 ve Vancouveru bylo na programu celkem 10 závodů. Muži a ženy absolvovali sprinty, stíhací závody, vytrvalostní závody, závody s hromadným startem a štafety. Výsledky z olympijských her se započítávaly do celkového hodnocení Světového poháru v biatlonu 2009/2010.

## Program
| Den    | Datum          | Zahájení (UTC-8) | Zahájení (SEČ) | Závod                                  |
| ------ | -------------- | ---------------- | -------------- | -------------------------------------- |
| den 2  | 13. února 2010 | 13:00            | 22:00          | sprint 7,5 km ženy                     |
| den 3  | 14. února 2010 | 11:15            | 20:15          | sprint 10 km muži                      |
| den 5  | 16. února 2014 | 10:30            | 19:30          | stíhací závod 10 km ženy               |
| den 5  | 16. února 2014 | 12:45            | 21:45          | stíhací závod 12,5 km muži             |
| den 7  | 18. února 2010 | 10:00            | 19:00          | vytrvalostní závod 15 km ženy          |
| den 7  | 18. února 2010 | 13:00            | 21:00          | vytrvalostní závod 20 km muži          |
| den 10 | 21. února 2010 | 10:45            | 19:45          | závod s hromadným startem 15 km muži   |
| den 10 | 21. února 2010 | 13:00            | 22:00          | závod s hromadným startem 12,5 km ženy |
| den 12 | 23. února 2010 | 11:30            | 20:30          | štafeta 4 × 6 km ženy                  |
| den 15 | 26. února 2010 | 11:30            | 20:30          | štafeta 4 × 7,5 km muži                |

## Medailové pořadí zemí
| Pořadí | Země             | Zlato | Stříbro | Bronz | Celkově |
| ------ | ---------------- | ----- | ------- | ----- | ------- |
| 1.     | Norsko (NOR)     | 3     | 2       | 0     | 5       |
| 2.     | Německo (GER)    | 2     | 1       | 2     | 5       |
| 3.     | Rusko (RUS)      | 2     | 1       | 1     | 4       |
| 4.     | Francie (FRA)    | 1     | 2       | 3     | 6       |
| 5.     | Slovensko (SVK)  | 1     | 1       | 1     | 3       |
| 6.     | Švédsko (SWE)    | 1     | 0       | 0     | 1       |
| 7.     | Rakousko (AUT)   | 0     | 2       | 0     | 2       |
| 8.     | Bělorusko (BLR)  | 0     | 1       | 1     | 2       |
| 9.     | Kazachstán (KAZ) | 0     | 1       | 0     | 1       |
| 10.    | Chorvatsko (CRO) | 0     | 0       | 1     | 1       |
|        | Celkem           | 10    | 11      | 9     | 30      |

## Medailisté

### Muži
| Disciplína         | Zlato                                                                                    | Výkon     | Stříbro                                                                                   | Výkon     | Bronz                                                                       | Výkon     |
| ------------------ | ---------------------------------------------------------------------------------------- | --------- | ----------------------------------------------------------------------------------------- | --------- | --------------------------------------------------------------------------- | --------- |
| vytrvalostní závod | Emil Hegle Svendsen · Norsko (NOR)                                                       | 48:22,5   | Ole Einar Bjørndalen · Norsko (NOR) Sergej Novikov · Bělorusko (BLR)                      | 48:32,0   | medaile neudělena                                                           |           |
| sprint             | Vincent Jay · Francie (FRA)                                                              | 24:07,8   | Emil Hegle Svendsen · Norsko (NOR)                                                        | 24:20,0   | Jakov Fak · Chorvatsko (CRO)                                                | 24:21,8   |
| stíhací závod      | Björn Ferry · Švédsko (SWE)                                                              | 33:38,4   | Christoph Sumann · Rakousko (AUT)                                                         | 33:54,9   | Vincent Jay · Francie (FRA)                                                 | 34:06,6   |
| hromadný start     | Jevgenij Usťugov · Rusko (RUS)                                                           | 35:35,7   | Martin Fourcade · Francie (FRA)                                                           | 35:46,2   | Pavol Hurajt · Slovensko (SVK)                                              | 35:52,3   |
| štafeta            | Norsko (NOR) · Halvard Hanevold · Tarjei Bø · Emil Hegle Svendsen · Ole Einar Bjørndalen | 1:21:38,1 | Rakousko (AUT) · Simon Eder · Daniel Mesotitsch · Dominik Landertinger · Christoph Sumann | 1:22:16,7 | Rusko (RUS) · Ivan Čerezov · Anton Šipulin · Maxim Čudov · Jevgenij Usťugov | 1:22:16,9 |

### Ženy
| Disciplína         | Zlato                                                                                    | Výkon     | Stříbro                                                                                         | Výkon     | Bronz                                                                                     | Výkon     |
| ------------------ | ---------------------------------------------------------------------------------------- | --------- | ----------------------------------------------------------------------------------------------- | --------- | ----------------------------------------------------------------------------------------- | --------- |
| vytrvalostní závod | Tora Bergerová · Norsko (NOR)                                                            | 40:52,8   | Jelena Chrustalevová · Kazachstán (KAZ)                                                         | 41:13,5   | Darja Domračevová · Bělorusko (BLR)                                                       | 41:21,0   |
| sprint             | Anastasia Kuzminová · Slovensko (SVK)                                                    | 19:55,6   | Magdalena Neunerová · Německo (GER)                                                             | 19:57,1   | Marie Dorinová · Francie (FRA)                                                            | 20:06,5   |
| stíhací závod      | Magdalena Neunerová · Německo (GER)                                                      | 30:16,0   | Anastasia Kuzminová · Slovensko (SVK)                                                           | 30:28,3   | Marie-Laure Brunetová · Francie (FRA)                                                     | 30:44,3   |
| hromadný start     | Magdalena Neunerová · Německo (GER)                                                      | 35:19,6   | Olga Zajcevová · Rusko (RUS)                                                                    | 35:25,1   | Simone Hauswaldová · Německo (GER)                                                        | 35:26,9   |
| štafeta            | Rusko (RUS) · Světlana Slepcovová · Anna Bogalijová · Olga Medvedcevová · Olga Zajcevová | 1:09:36,3 | Francie (FRA) · Marie-Laure Brunetová · Sylvie Becaertová · Marie Dorinová · Sandrine Baillyová | 1:10:09,1 | Německo (GER) · Kati Wilhelmová · Simone Hauswaldová · Martina Becková · Andrea Henkelová | 1:10:13,4 |

## Muži

### 10 km sprint
- 14. únor 2010
- Obhájce –  Sven Fischer

| Umístění | Jméno                   | Stát                   | Čas      | Trest. kol |
| -------- | ----------------------- | ---------------------- | -------- | ---------- |
| 1        | Vincent Jay             | Francie                | 24:07,8  | 0          |
| 2        | Emil Hegle Svendsen     | Norsko                 | + 12,2   | 1          |
| 3        | Jakov Fak               | Chorvatsko             | + 14,0   | 0          |
| 4        | Klemen Bauer            | Slovinsko              | + 17,4   | 1          |
| 5        | Andrij Deryzemlja       | Ukrajina               | + 40,7   | 2          |
| 6        | Jean-Philippe Leguellec | Kanada                 | + 49,8   | 1          |
| 7        | Pavol Hurajt            | Slovensko              | + 1:07,2 | 1          |
| 8        | Björn Ferry             | Švédsko                | + 1:12,4 | 0          |
| 9        | Jeremy Teela            | Spojené státy americké | + 1:13,9 | 2          |
| 10       | Ivan Čerezov            | Rusko                  | + 1:18,1 | 2          |
| ---      | ---                     | ---                    | ---      | ---        |
| 18       | Michal Šlesingr         | Česko                  | + 1:43,1 | 1          |
| 28       | Zdeněk Vítek            | Česko                  | + 2:05,9 | 1          |
| 52       | Jaroslav Soukup         | Česko                  | + 3:02,6 | 2          |
| 67       | Ondřej Moravec          | Česko                  | + 3:32,0 | 3          |

### 12,5 km stíhací závod
- 16. únor 2010
- Obhájce –  Vincent Defrasne

| Umístění | Jméno                | Stát      | Čas      | Startovní ztráta | Trest. kol |
| -------- | -------------------- | --------- | -------- | ---------------- | ---------- |
| 1        | Björn Ferry          | Švédsko   | 33:38.4  | + 1:12           | 0+0+0+1    |
| 2        | Christoph Sumann     | Rakousko  | + 16.5   | + 1:25           | 0+0+1+1    |
| 3        | Vincent Jay          | Francie   | + 28.2   | + 0:00           | 0+0+1+1    |
| 4        | Simon Eder           | Rakousko  | + 31.0   | + 1:24           | 0+0+2+1    |
| 5        | Michael Greis        | Německo   | + 51.2   | + 1:48           | 0+0+0+1    |
| 6        | Ivan Čerezov         | Rusko     | + 51.2   | + 1:18           | 1+0+1+0    |
| 7        | Ole Einar Bjørndalen | Norsko    | + 51.4   | + 1:41           | 0+0+0+2    |
| 8        | Emil Hegle Svendsen  | Norsko    | + 52.0   | + 0:12           | 0+1+2+1    |
| 9        | Klemen Bauer         | Slovinsko | + 55.4   | + 0:17           | 1+0+2+2    |
| 10       | Serhij Sedněv        | Ukrajina  | + 1:11.6 | + 1:49           | 0+0+0+0    |
| ---      | ---                  | ---       | ---      | ---              |            |
| 29       | Michal Šlesingr      | Česko     | + 2:20.4 | + 1:43           | 0+0+1+2    |
| 38       | Zdeněk Vítek         | Česko     | + 3:06.7 | + 2:06           | 1+1+1+2    |
| 51       | Jaroslav Soukup      | Česko     | + 4:26.5 | + 3:03           | 1+1+1+1    |

### 20 km
- 18. únor 2010
- Obhájce –  Ole Einar Bjørndalen

| Umístění | Jméno                | Stát      | Čas      | Trest. minut |
| -------- | -------------------- | --------- | -------- | ------------ |
| 1        | Emil Hegle Svendsen  | Norsko    | 48:22.5  | 1            |
| 2        | Ole Einar Bjørndalen | Norsko    | + 9.5    | 2            |
| 2        | Sergej Novikov       | Bělorusko | + 9.5    | 0            |
| 4        | Jevgenij Usťugov     | Rusko     | + 49.3   | 1            |
| 5        | Pavol Hurajt         | Slovensko | + 1:16.5 | 1            |
| 6        | Simon Eder           | Rakousko  | + 1:19.2 | 2            |
| 7        | Tomasz Sikora        | Polsko    | + 1:21.3 | 2            |
| 8        | Christoph Sumann     | Rakousko  | + 1:42.4 | 3            |
| 9        | Daniel Mesotitsch    | Rakousko  | + 2:09.5 | 2            |
| 10       | Michael Greis        | Německo   | + 2:15.1 | 2            |
| ---      | ---                  | ---       | ---      | ---          |
| 17       | Michal Šlesingr      | Česko     | + 2:42.3 | 2            |
| 30       | Jaroslav Soukup      | Česko     | + 4:12.7 | 3            |
| 35       | Roman Dostál         | Česko     | + 4:28.9 |              |
| 67       | Zdeněk Vítek         | Česko     | + 7:18.7 | 6            |

### 15 km hromadný start
- 21. únor 2010
- Obhájce –  Ole Einar Bjørndalen

| Umístění | Jméno                | Stát       | Čas     | Trest. kol |
| -------- | -------------------- | ---------- | ------- | ---------- |
| 1        | Jevgenij Usťugov     | Rusko      | 35:35.7 | 0          |
| 2        | Martin Fourcade      | Francie    | 35:46.2 | 3          |
| 3        | Pavol Hurajt         | Slovensko  | 35:52.3 | 0          |
| 4        | Christoph Sumann     | Rakousko   | 36:01.6 | 1          |
| 5        | Daniel Mesotitsch    | Rakousko   | 36:05.9 | 3          |
| 6        | Ivan Čerezov         | Rusko      | 36:09.2 | 3          |
| 7        | Dominik Landertinger | Rakousko   | 36:09.7 | 4          |
| 8        | Vincent Jay          | Francie    | 36:10.3 | 1          |
| 9        | Jakov Fak            | Chorvatsko | 36:10.5 | 3          |
| 10       | Michael Greis        | Německo    | 36:10.7 | 3          |
| ---      | ---                  | ---        | ---     | ---        |
| 16       | Michal Šlesingr      | Česko      | 36:35.6 | 2          |

### Štafeta 4×7,5 km
- 26. únor 2010
- Obhájce –  Norsko

| Umístění | Stát      | Jména                                          | Čas       | Trest. kol |
| -------- | --------- | ---------------------------------------------- | --------- | ---------- |
| 1        | Norsko    | Hanevold, Boe, Svendsen, Bjørndalen            | 1:21:38,1 | Celkem 0   |
| 2        | Rakousko  | Eder, Mesotitsch, Landertinger, Sumann         | 1:22:16,7 | Celkem 1   |
| 3        | Rusko     | Čerezov, Šipulin, Čudov, Jevgenij Usťugov      | 1:22:16,9 | Celkem 0   |
| 4        | Švédsko   | Lindstrom, Bergman, Nilsson, Ferry             | 1:23:02,0 | Celkem 1   |
| 5        | Německo   | Schempp, Birnbacher, Peiffer, Greis            | 1:23:16,0 | Celkem 2   |
| 6        | Francie   | Jay, Defrasne, Simon Fourcade, Martin Fourcade | 1:23:16,2 | Celkem 1   |
| 7        | Česko     | Soukup, Vítek, Dostál, Šlesingr                | 1:23:55,2 | Celkem 0   |
| 8        | Ukrajina  | Bilanenko, Deryzemlja, Derkač, Sedněv          | 1:24:25,1 | Celkem 0   |
| 9        | Švýcarsko | Frei, Simmen, Weger, Hallenbarter              | 1:24:36,8 | Celkem 0   |
| 10       | Kanada    | Clegg, Bedard, Green, Leguellec                | 1:24:50,7 | Celkem 0   |

## Ženy

### 7,5 km sprint
- 13. únor 2010
- Obhájce –  Kati Wilhelm

| Umístění | Jméno                   | Stát       | Čas      | Trest. kol |
| -------- | ----------------------- | ---------- | -------- | ---------- |
| 1        | Anastasia Kuzminová     | Slovensko  | 19:55.6  | 1          |
| 2        | Magdalena Neunerová     | Německo    | + 1.5    | 1          |
| 3        | Marie Dorinová          | Francie    | + 10.9   | 0          |
| 4        | Anna Bulyginová         | Rusko      | + 12.1   | 0          |
| 5        | Jelena Chrustalevová    | Kazachstán | + 24.8   | 0          |
| 6        | Marie-Laure Brunetová   | Francie    | + 27.7   | 0          |
| 7        | Olga Zajcevová          | Rusko      | + 27.8   | 0          |
| 8        | Darja Domračevová       | Bělorusko  | + 31.8   | 0          |
| 9        | Teja Gregorinová        | Slovinsko  | + 33.6   | 0          |
| 10       | Ann Kristin Flatlandová | Norsko     | + 34.1   | 1          |
| ---      | ---                     | ---        | ---      | ---        |
| 19       | Magda Rezlerová         | Česko      | + 55.4   | 0          |
| 24       | Veronika Vítková        | Česko      | + 1:15.3 | 0          |
| 60       | Zdeňka Vejnarová        | Česko      | + 2:32.9 | 2          |
| 71       | Veronika Zvařičová      | Česko      | + 2:57.3 | 2          |

### 10 km stíhací závod
- 16. únor 2010
- Obhájce –  Olga Pylevová

| Umístění | Jméno                     | Stát      | Startovní ztráta | Čas      | Trest. kol |
| -------- | ------------------------- | --------- | ---------------- | -------- | ---------- |
| 1        | Magdalena Neunerová       | Německo   | + 0:02           | 30:16.0  | 0+0+1+1    |
| 2        | Anastasia Kuzminová       | Slovensko | 0:00             | + 12.3   | 0+1+1+0    |
| 3        | Marie-Laure Brunetová     | Francie   | + 0:28           | + 28.3   | 0+0+0+0    |
| 4        | Anna Carin Olofsson-Zidek | Švédsko   | + 0:58           | + 39.4   | 1+0+0+0    |
| 5        | Tora Bergerová            | Norsko    | + 1:47           | + 51.2   | 0+0+0+0    |
| 6        | Anna Bulyginová           | Rusko     | + 0:12           | + 52.1   | 0+1+0+0    |
| 7        | Olga Zajcevová            | Rusko     | + 0:28           | + 1:04.3 | 0+1+1+0    |
| 8        | Ann Kristin Flatlandová   | Norsko    | + 0:34           | + 1:17.3 | 1+0+0+0    |
| 9        | Teja Gregorinová          | Slovinsko | + 0:34           | + 1.22.6 | 0+0+1+1    |
| 10       | Andrea Henkelová          | Německo   | + 1:20           | + 1:24.5 | 1+0+1+1    |
| ---      | ---                       | ---       | ---              | ---      |            |
| 32       | Magda Rezlerová           | Česko     | + 0:55           | + 3:30.9 | 0+0+1+4    |
| 37       | Veronika Vítková          | Česko     | + 1:15           | + 3.46.5 | 1+0+1+1    |
| 55       | Zdeňka Vejnarová          | Česko     | + 2:33           | + 7:14.6 | 1+1+3+1    |

### 15 km
- 18. únor 2010
- Obhájce –  Andrea Henkelová

| Umístění | Jméno                | Stát       | Čas      | Trest. minut |
| -------- | -------------------- | ---------- | -------- | ------------ |
| 1        | Tora Bergerová       | Norsko     | 40:52.8  | 1            |
| 2        | Jelena Chrustalevová | Kazachstán | + 20.7   | 0            |
| 3        | Darja Domračevová    | Bělorusko  | + 28.2   | 1            |
| 4        | Kati Wilhelmová      | Německo    | + 1:04.5 | 1            |
| 5        | Weronika Nowakowská  | Polsko     | + 1:04.7 | 1            |
| 6        | Andrea Henkelová     | Německo    | + 1:39.6 | 2            |
| 7        | Agnieszka Cylová     | Polsko     | + 1:39.7 | 1            |
| 8        | Oksana Chvostenková  | Ukrajina   | + 1:45.8 | 0            |
| 9        | Ljudmila Kalinčiková | Bělorusko  | + 1:46.3 | 1            |
| 10       | Magdalena Neunerová  | Německo    | + 1:49.3 | 3            |
| ---      | ---                  | ---        | ---      | ---          |
| 55       | Zdeňka Vejnarová     | Česko      | + 5:45.2 | 4            |
| 60       | Gabriela Soukalová   | Česko      | + 5:57.0 | 2            |
| 64       | Magda Rezlerová      | Česko      | + 6:20.3 | 5            |
| 68       | Veronika Vítková     | Česko      | + 6:40.6 | 4            |

### 12,5 km hromadný start
- 21. únor 2010
- Obhájce –  Gro Marit Istad-Kristiansen

| Umístění | Jméno               | Stát      | Čas     | Trest. kol |
| -------- | ------------------- | --------- | ------- | ---------- |
| 1        | Magdalena Neunerová | Německo   | 35:19.6 | 2          |
| 2        | Olga Zajcevová      | Rusko     | 35:25.1 | 1          |
| 3        | Simone Hauswaldová  | Německo   | 35:26.9 | 2          |
| 4        | Olga Medvědcevová   | Rusko     | 35:40.8 | 0          |
| 5        | Teja Gregorinová    | Slovinsko | 35:49.0 | 1          |
| 6        | Darja Domračevová   | Bělorusko | 35:53.2 | 1          |
| 7        | Sandrine Bailly     | Francie   | 36:02.0 | 2          |
| 8        | Anastasia Kuzminová | Slovensko | 36:02.9 | 3          |
| 9        | Andrea Henkelová    | Německo   | 36:13.5 | 1          |
| 10       | Helena Jonssonová   | Švédsko   | 36:15.9 | 2          |

### Štafeta 4×6 km
- 23. únor 2010
- Obhájce –  Německo

| Umístění | Stát      | Jména                                                                       | Čas       | Trest. kol |
| -------- | --------- | --------------------------------------------------------------------------- | --------- | ---------- |
| 1        | Rusko     | Světlana Slepcovová Anna Bogalijová Olga Medvědcevová Olga Zajcevová        | 1:09:36.3 | Celkem 0   |
| 2        | Francie   | Marie-Laure Brunetová Sylvie Becaert Marie Dorinová Sandrine Bailly         | 1:10:09.1 | Celkem 2   |
| 3        | Německo   | Kati Wilhelmová Simone Hauswaldová Martina Becková Andrea Henkelová         | 1:10:13.4 | Celkem 0   |
| 4        | Norsko    | Liv-Kjersti Eikeland Ann Kristin Flatlandová Solveig Rogstad Tora Bergerová | 1:10:34.1 | Celkem 0   |
| 5        | Švédsko   | Elisabeth Högbergová Olofsson-Zidek Anna Maria Nilsson Helena Jonssonová    | 1:10:47.2 | Celkem 0   |
| 6        | Ukrajina  | Olena Pidhrušná Valentyna Semerenková Oksana Chvostenková Vita Semerenková  | 1:11:08.2 | Celkem 0   |
| 7        | Bělorusko | Ljudmila Kalinčiková Darja Domračevová Olga Kudrašovová Naděžda Skardinová  | 1:11:34.0 | Celkem 0   |
| 8        | Slovinsko | Dijana Ravnikar Andreja Mali Tadeja Brankovič-Likozar Teja Gregorinová      | 1:12:02.4 | Celkem 0   |
| 9        | Čína      | Wang Čhun-li Liou Sien-jing Kchung Jing-čchao Sung Čchao-čching             | 1:12:16.9 | Celkem 0   |
| 10       | Rumunsko  | Dana Plotogea Éva Tófalvi Mihaela Purdea Reka Ferencz                       | 1:12:32.9 | Celkem 0   |
| ---      | ---       | ---                                                                         | ---       | ---        |
| 16       | Česko     | Veronika Vítková Magda Rezlerová Gabriela Soukalová Zdeňka Vejnarová        | 1:14:37.5 | Celkem 3   |